# Moriz Rosenthal

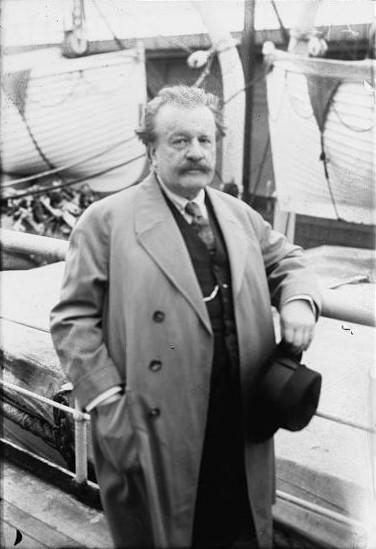
Moriz Rosenthal.

Moriz Rosenthal (Leópolis, 17 de diciembre de 1862 - Nueva York, 3 de septiembre de 1946) fue un pianista de familia polaca, de origen judío, refugiado en Estados Unidos. Es considerado como uno de los supertécnicos del piano en su época, de la categoría de Leopold Godowsky, Ignaz Friedman y Josef Lhevinne.
Su padre era profesor de una importante academia en Leópolis, hoy Ucrania, entonces parte del Imperio austrohúngaro. A los ocho años, Moriz comenzó sus estudios de piano con Galoth, quien no ponía mucha atención a las habilidades técnicas, pero desarrolló en su pupilo gran libertad para la interpretación con lectura rápida, la transposición y la modulación.
Desde 1872, Rosenthal estudió con Karol Mikuli (alumno y editor de Chopin), quien entrenó a Moriz dentro de parámetros más académicos. Por consejo de Rafael Joseffy, Rosenthal, aun adolescente, fue enviado por su padre a Viena, donde llegó a ser alumno de Joseffy, quien le guio a través del método de Liszt y Mendelssohn. Hizo un viaje por Rumania a los catorce años.
En 1878, Rosenthal llegó a ser alumno de Liszt mismo, con quien estudió en Weimar y Roma. Según Charles Rosen Rosenthal hablaba poco de su trabajo con Liszt, pero recordaba que atraerlo del café al estudio, era todo un desafío. Como discípulo de Liszt, Rosenthal se presentó en San Petersburgo, París y otras ciudades. No descuidó mientras tanto su educación general y en 1880 ingresó al curso de filosofía de la Universidad de Viena. Seis años después reinició sus presentaciones como pianista, con brillantes actuaciones en Leipzig, luego en Boston, Massachusetts, donde hizo su debut en Estados Unidos, en 1888; y posteriormente en Londres en 1895 y 1898. 
Cada vez más conocido, en 1921 ofreció una serie de siete recitales históricos. En 1922 se casó con Hedwig Kanner y permaneció en Viena, hasta que fue forzado por los nazis a exiliarse y viajó a Estados Unidos, donde fue nombrado profesor del Instituto de Música Curtis, en Filadelfia. En 1936 interpretó otros siete históricos recitales, en Londres. Desde 1939, enseñó en su propia escuela de piano en Nueva York, donde falleció.
Rosenthal grabó muchos rollos Ampico, pero sus grabaciones discográficas llegan a menos de tres horas de interpretaciones musicales importantes, pese a lo cual, sus discos son considerados como algunos de los más recordados y legendarios.
Entre sus discípulos famosos se cuentan Charles Rosen, pianista y musicólogo , quien relató muchas anécdotas sobre su maestro en el libro Piano Notes: The World of the Pianist, y Robert Goldsand (1911-1991), intérprete y profesor de la Escuela de Música de Manhattan.
En 2006, fue publicada una antología de escritos autobiográficos de Rosenthal, la cual contiene un CD de grabaciones representativas y otras que estaban inéditas.